# Parc provincial Opasquia
Le parc provincial Opasquia (anglais : Opasquia Provincial Park) est un parc provincial situé au nord-ouest de l'Ontario (Canada). Il est situé près de la frontière avec le Manitoba et possède une superficie de 4 730 km2.

## Géographie
Il est situé à environ 245 km au nord de Red Lake et n'a aucun accès routier, même en hiver. Il est accessible seulement par hydravion. Il comprend des centaines de lacs et des dizaines de rivières sur son territoire de 4 730 km2.
La protection du parc doit beaucoup à sa géologie. La moraine d'Opasquia, une moraine terminale de 100 m de hauteur et de 2 kilomètres de large marque le territoire. Sur les côtés de la moraine, on peut y voir les anciennes terrasses et les plages surélevées laissées par le retrait du lac Agassiz.

## Faune
Le parc comprend l'une des plus grandes populations de carcajou en Amérique du Nord, et contient aussi une importante population d'orignal, d'ours, d'aigles, de loutres, de castors et de loups. Les poissons les plus abondants sont le grand brochet et le doré jaune. Le grand corégone et la perchaude y sont aussi présents. 

## Infrastructure
Le parc est non-opérationnel, impliquant le fait qu'aucune infrastructure n'est disponible pour l'accueil des visiteurs. 